# Dzieła Cypriana z Kartaginy
Dzieła św. Cypriana, męczennika i biskupa Kartaginy (zm. 258).

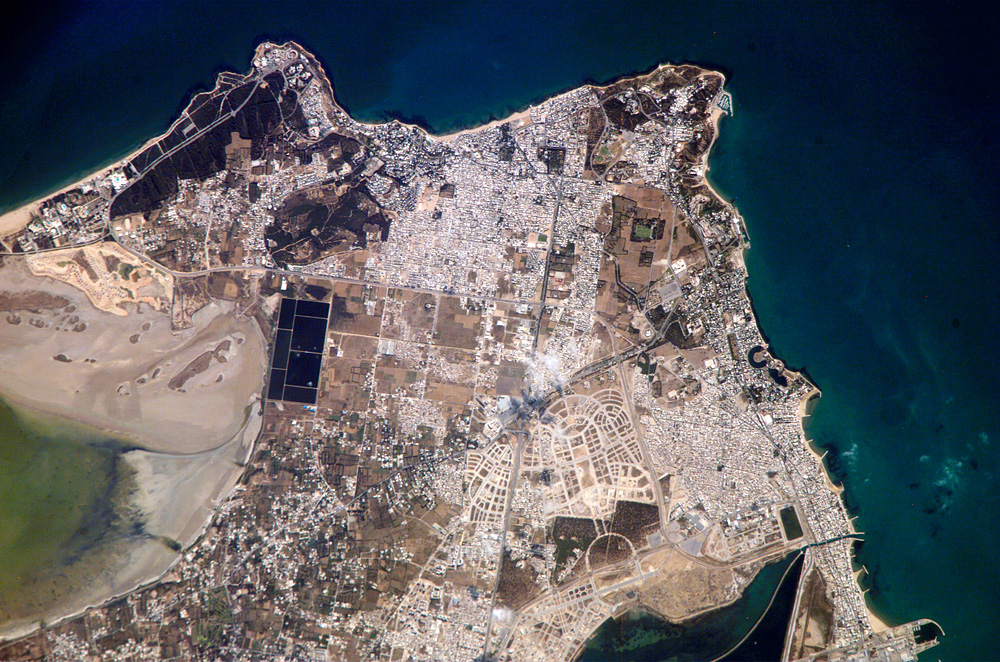
Ruiny starożytnej Kartaginy, widoczne jako regularna sieć ulic w dolnej środkowej części zdjęcia. Tu właśnie powstawała większość dzieł Cypriana.

## Wydania krytyczne
- Najnowsze wydanie krytyczne ukazało się w ramach serii Corpus christianorum, Series Latina (CCL) w 3 tomie oraz kolejno 3A, 3B, 3C, 3D (tom wstępny - prologomena) oraz 3E, w latach 1993-2004.
- Sources chrétiennes (SCh) 291, 440, 467, 500.
- Corpus Scriptorum Ecclesiasticorum Latinorum 3 (CSEL, wyd. G. Hartel, /1868 r./)[1]
- Patrologia Latina t. 3 i 4., wyd. J.-P. Migne /1845/.

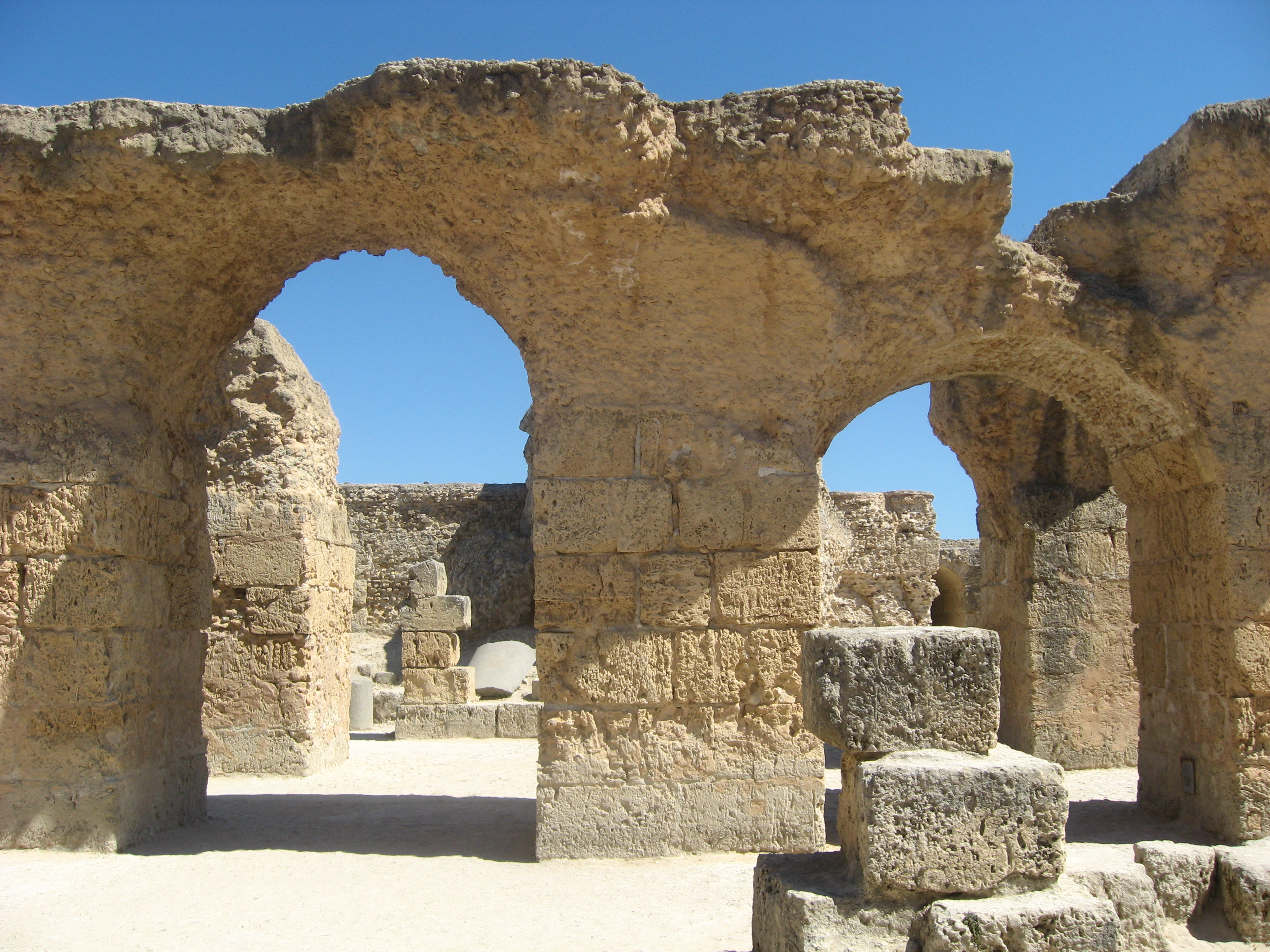
Ruiny starożytnej Kartaginy

## Dzieła
- Ad Demetrianum - (CCL 3A,35-51 - ed. M. Simonetti, 1976 r.).
- Ad Donatum - (CCL 3A,3-13 - ed. M. Simonetti, 1976 r.).
- Ad Fortunatum de exhortatione martyrii (CCL 3 - ed. R. Weber, 1972 r.)
- De bono patientiae - (CCL 3A,118-133 - ed. C. Moreschini, 1976 r.).
- De dominica oratione - (CCL 3A,90-113 - ed. C. Moreschini, 1976 r.).
- De habitu uirginum - (CSEL 3(1), 185-205 - ed. G. Hartel, 1868 r.)
- De lapsis - (CCL 3 - ed. M. Bévenot, 1972 r.)
- De mortalitate - (CCL 3A,17-32 - ed. M. Simonetti, 1976 r.).
- De opere et eleemosynis -(CCL 3A, 55-72 - ed. M. Simonetti, 1976 r.).
- De ecclesiae Catholicae Unitate - (CCL 3 - ed. M. Bévenot, 1972 r.; Sch 500, Paolo Siniscalco /wstęp/, Paul Mattei /wstęp, aparat krytyczny, przypisy, aneksy i indeks/, 2006 r.)
- De zelo et liuore - (CCL 3A,75-86 - ed. M. Simonetti, 1976 r.).
- Testimonia ad Ouirinum - (CCL 3 - ed. R. Weber, 1972 r.).
- Epistulae (Listy) - (wyd. G.F. Diercks). 
  - listy 1-57 - (CCL 3B - 1993 r.)
  - listy 58-81 - (CCL 3C - 1996 r.) - listy 69-75 dotyczą kontrowersji chrzcielnej między Rzymem i Kartaginą.
    - List 64 Do Brata Fidusa (Epistula 64. Cyprianus et ceteri collegae qui in concilio adfuerunt numero 76 Fido fratri s[alutatio]). CCL 3C,418-425 wyd. G.F. Diercks /1996/), w którym Cyprian stwierdza, że należy dopuszczać do chrztu niemowlę na odpuszczenie grzechów, gdyż urodziło się cieleśnie w Adamie i contagium mortis antiquae prima nativitate contraxit. Odpuszczane są mu grzechy nie własne lecz cudze - illi remittuntur non propria sed aliena peccata. (64,5) (CCL 3C, 424).

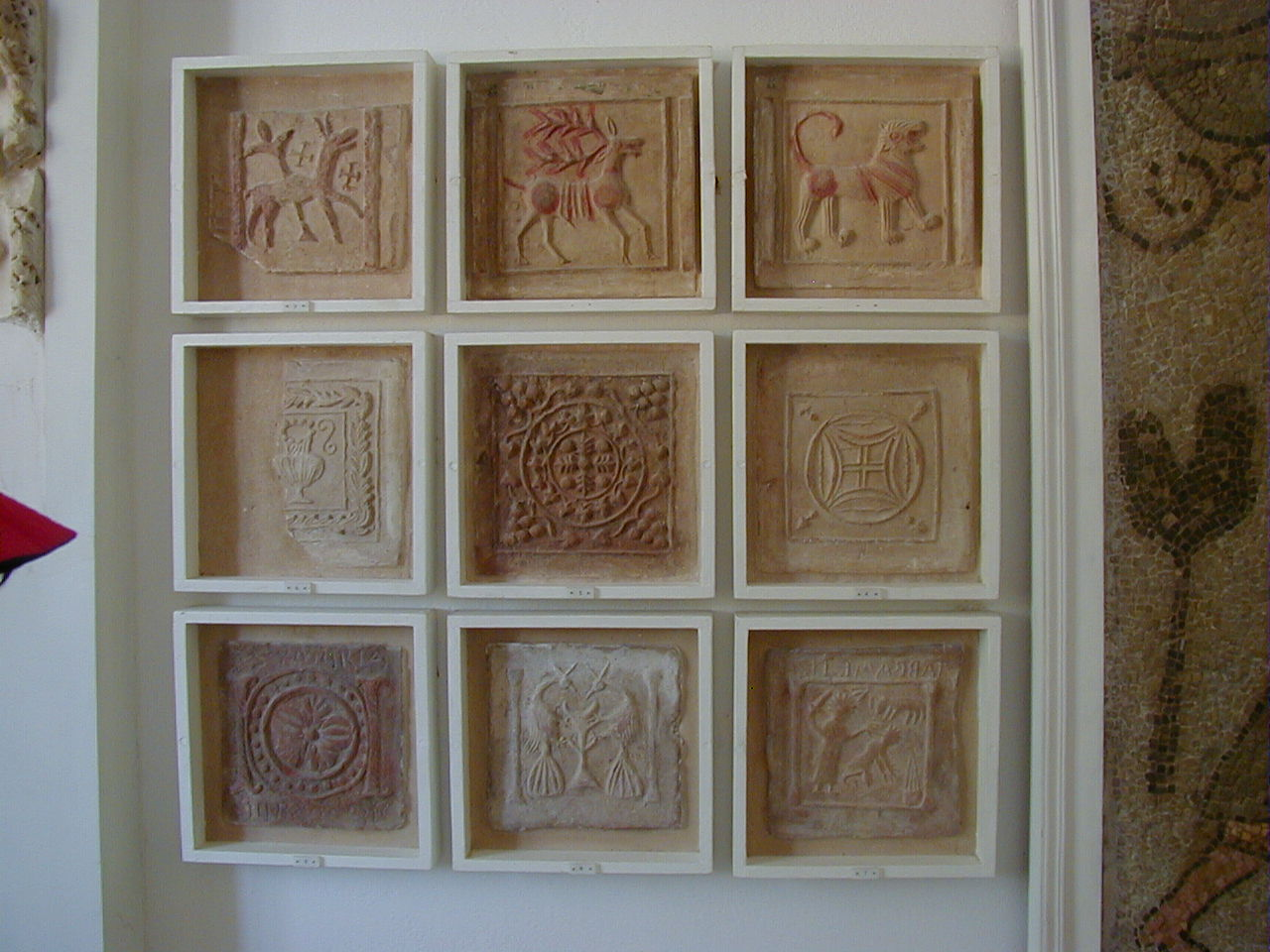
Ceramika z Kartaginy z motywami chrześcijańskimi

## Dzieła niepewnego autorstwa
- Ad Siluanum et Donatianum
- Quod idola dii non sint

## Dzieła błędnie przypisywane
Pseudo-Cyprian:
- Sententiae Episcoporum Numero 87 - (CCL 3E - ed. G.F. Diercks, 2004 r.) – zapis wypowiedzi biskupów z Synodu w Kartaginie (1.09.256 r.), który zwołał inny Cyprian - sekretarz. Jest to kontynuacja kontrowersji chrzcielnej Rzym-Kartagina.
- Ad Nouatianum
- Ad Turasium
- Ad Vigilium episcopum
- Aduersus ludaeos
- De aleatoribus
- De centesima,  sexagesima, trigesima
- De laude martyrii
- De montibus Sina et Sion
- De pascha computus
- De rebaptismate
- De singularitate clericorum
- Exhortatio de paenitentia

## Przekłady polskie
- Listy (Epistulae) - Władysław Szołdrski CSsR (przekład), ks. Marian Michalski (wstęp), Emil Stanula CSsR (Oprac), ATK PSP 1, Warszawa 1969, s. 330.
- Pisma, t. 1: Traktaty: m.in. O jedności Kościoła, O upadłych, O modlitwie Pańskiej, O śmiertelności, J. Czuj (przekład i oprac.), Pisma Ojców Kościoła 19,  Poznań 1937.
- O modlitwie Pańskiej w: Odpowiedź na Słowo : najstarsi mistrzowie chrześcijańskiej modlitwy. Henryk Pietras (wstęp i oprac.), Kraków : Wydaw. WAM, 1993.

## Dzieła Cypriana dostępne w internecie
- Wydanie Patrologia Latina w Documenta Catholica Omnia Cyprianus Carthaginensis (łac.).

- Wydanie CSEL, S. Thasci Caecili Cypriani Opera omnia (1868), wyd. G. Hartel (łac.).